# Смажена курка

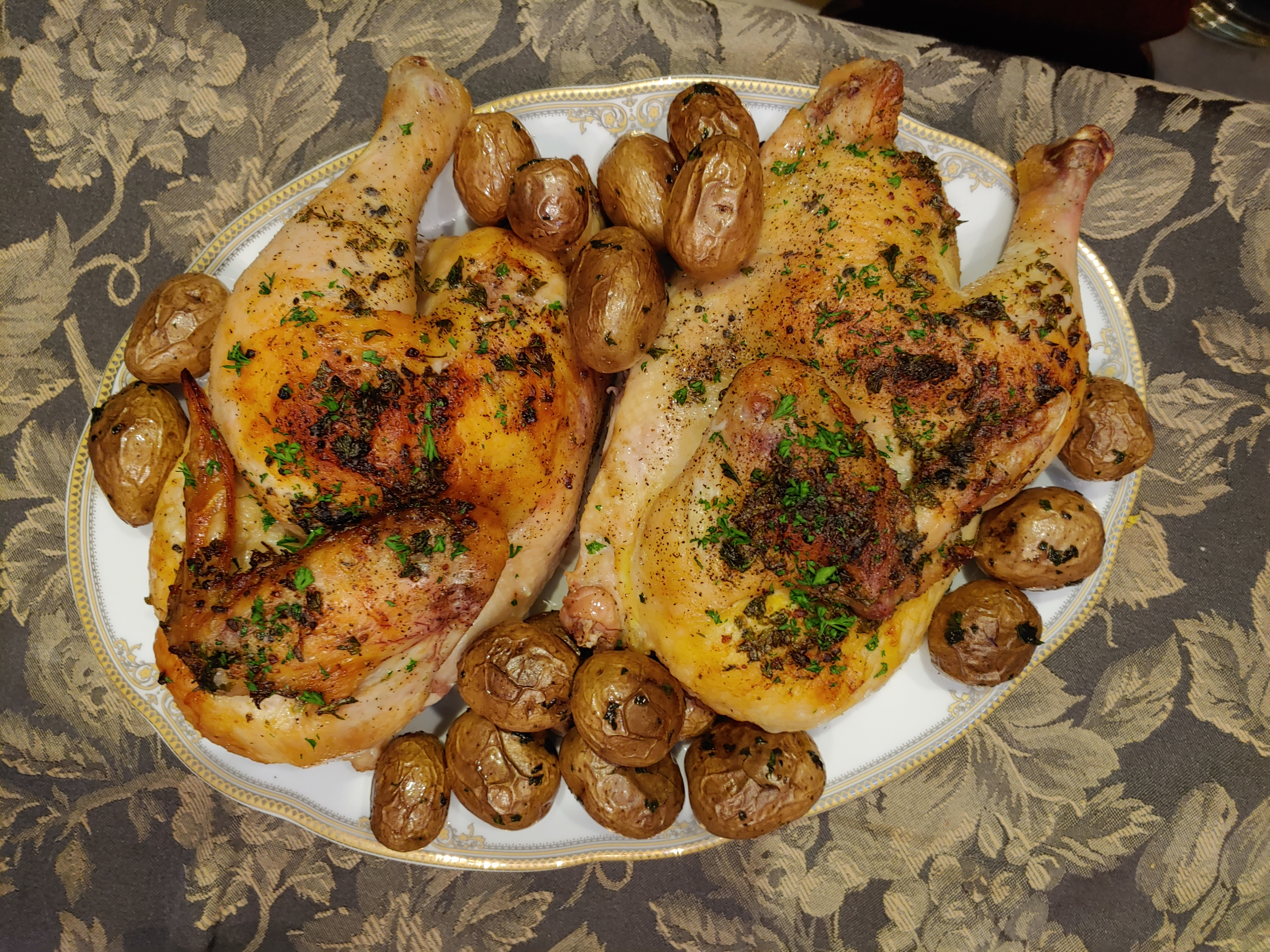
Смажена курка з часником, лимоном і травами.

Сма́жена ку́рка — це курка, яку готують як їжу шляхом смаження на домашній кухні, на вогні чи на вертелі. Як правило, курка смажиться з власним жиром і соком шляхом циркуляції м'яса під час смаження, і тому зазвичай готується на вогні або нагріванні за допомогою якогось типу ротаційного гриля, щоб циркуляція цих жирів і соків була якомога ефективнішою. Смажена курка — це страва, яка з'являється в багатьох кухнях світу.

## Різновиди

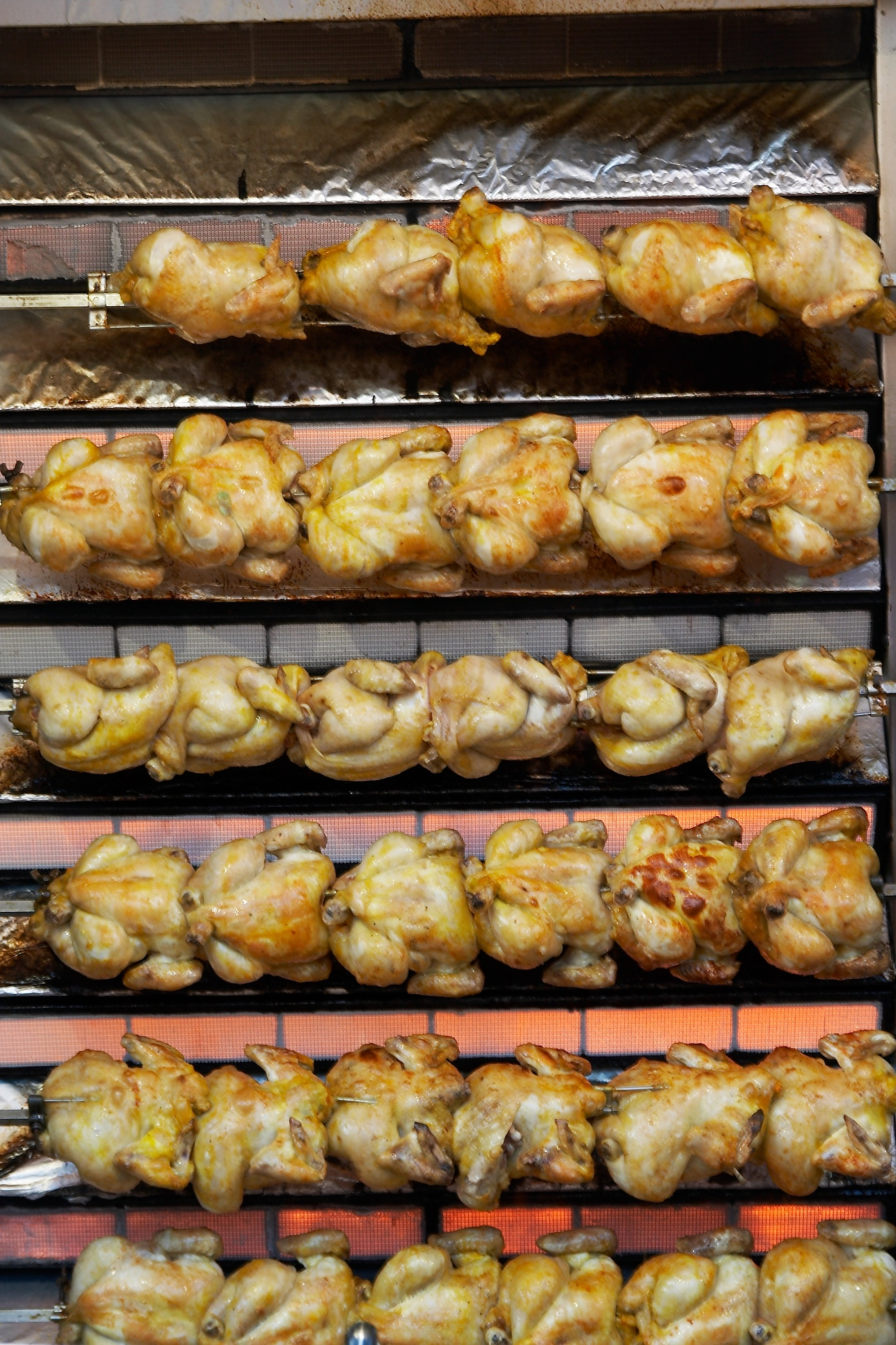
Курка-гриль на Fiestas de San Isidro в Мадриді у 2007 році

### Хендль
Хендль — це австро-баварське слово для курки, найчастіше у смаженому вигляді (Братхендль). Іншою популярною формою є смажений Бекхендль (фр. poulet frit à la viennoise) варіант, фірмова страва віденської кухні. Стандартний німецький термін — Hähnchen («півник»). У нових землях Німеччини її часто називають бройлером.
Хендль традиційно подають у баварських пивних садках або на таких фестивалях, як Октоберфест, і зазвичай їдять із картопляним салатом або брезе, можливо, супроводжуючи масою пива. Вони також широко доступні з пересувних вантажівок-грилів, які паркуються поблизу відвідуваних місць, таких як супермаркети чи великі автостоянки.
Paprika Hendl (курка з паприкою) згадується ув «Дракулі» Брема Стокера як страва, яку любить Дж. Харкер, який бажає отримати рецепт для своєї майбутньої дружини Міни.

### Pollo asado або a la Brasa
Pollo a la brasa, також відоме як pollo asado, перуанська курка або почорніла курка в Сполучених Штатах і вугільна курка в Австралії. Оригінальна версія складалася з курки, смаженої на вугіллі, але приготування було вдосконалене, і мариноване м'ясо тепер смажиться на вугіллі в спеціальній печі під назвою ротомбо, яка обертає птицю навколо своєї осі, постійно отримуючи тепло від вугілля. Піч може працювати на вугіллі, газі або дровах, причому більш традиційна деревина береться з дерева Prosopis pallida.

### Інші різновиди
З середини 1990-х років у Сполучених Штатах зростає тенденція приготування курчат на грилі. Американські супермаркети зазвичай смажать курчат на грилі на горизонтальних або вертикальних грилях. Ці кури є засобом використання непроданих свіжих курчат і часто продаються за нижчими цінами, ніж свіжі кури. Оптовий клуб Costco не переробляє свіжих курчат, але відомий тим, що продає 60 мільйонів цілих смажених курей за 4,99 долара США щороку. Мережа ресторанів швидкого харчування Boston Market спочатку спеціалізувалась на смаженій курці.

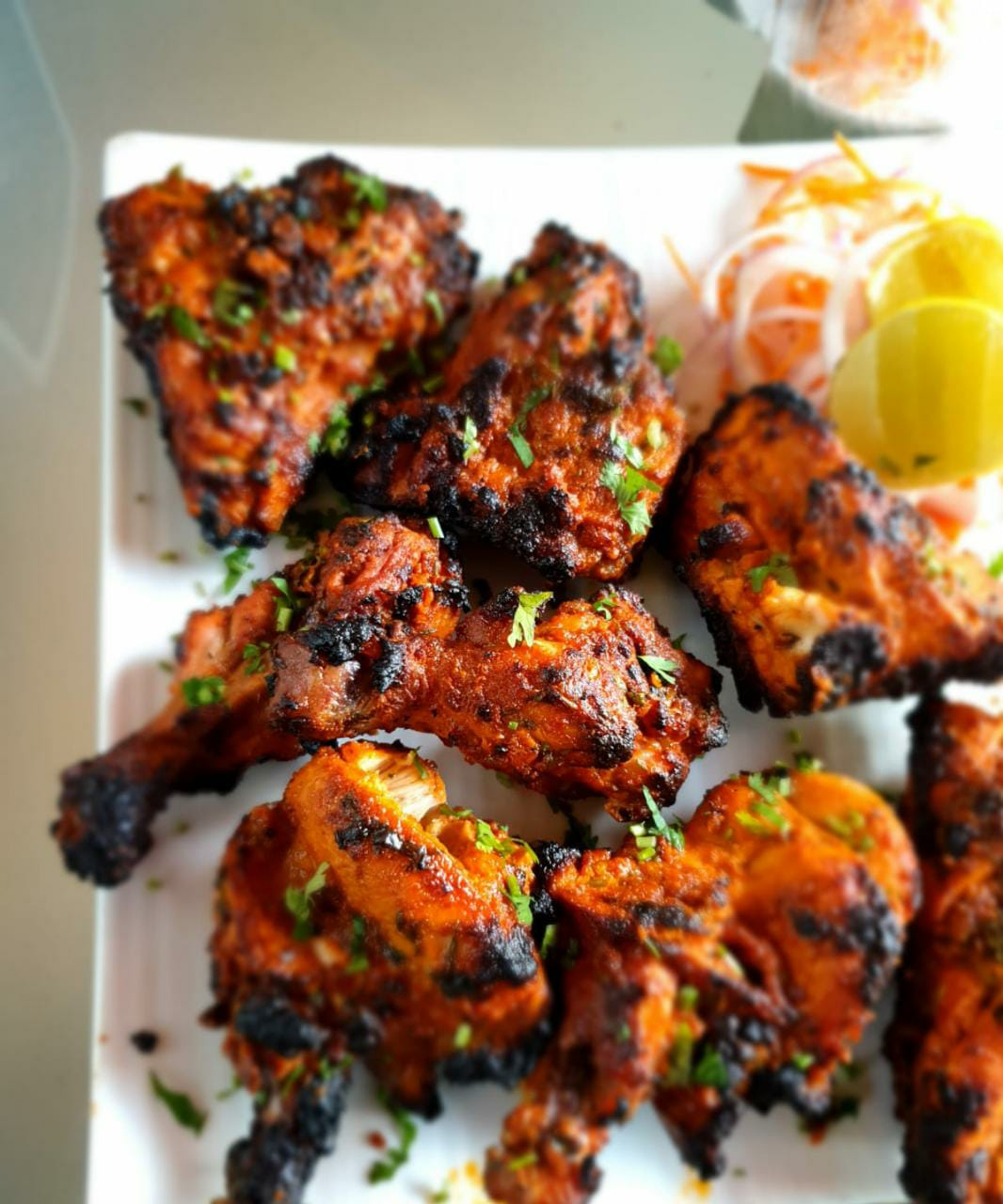
Курка тандурі

Курчата тандурі — це популярна на індійському субконтиненті страва, яке складається з курки, запеченої в циліндричній глиняній печі, тандурі, і приготовленої з йогуртом і спеціями.
Левантійська арабська шаурма, турецький донер-кебап і грецький гірос можна приготувати з різних видів м'яса, одним із яких є курка. Тайванська версія шаурми, shāwēimǎ (китайська: 沙威瑪), майже завжди складається з курки.
Смажену в духовці курку часто подають у Сполучених Штатах на особливі сімейні страви, зокрема на такі свята, як Рош Ха-Шана, Різдво, а іноді — Великдень чи День подяки. Запечена в духовці курка, яку багато хто вважав «комфортною їжею», відновила популярність у середині-кінці 1990-х років, коли дедалі більше ресторанів і видавців рецептів почали переорієнтуватися на класичні американські страви. Основний процес смаження передбачає видалення шиї та нутрощів із порожнини, згортання птиці та складання крил знизу, приправлення шкіри та/або порожнини, а потім розміщення птиці в попередньо розігрітій духовці. Птицю слід регулярно поливати, і вважається готовою, коли термометр для м'яса показує 170 °F для білого м'яса або 185 °F для темного м'яса. Її зазвичай фарширують начинкою з устриць, каштанів, картоплі чи інших різновидів начинки.
Курка під цеглою — це спосіб приготування, при якому курка обтяжується цеглою або іншим важким предметом.